# Plataforma Pro Seleccions Esportives Catalanes
La Plataforma Pro Selecciones Deportivas Catalanas (en catalán: Plataforma Pro Seleccions Esportives Catalanes) es una asociación sin ánimo de lucro de Cataluña (España) que nació el 5 de mayo de 1998 con el objetivo de conseguir el reconocimiento internacional de las selecciones deportivas catalanas.
Su primera actividad significativa fue la recogida de firmas entre los ciudadanos catalanes para conseguir, a través de una iniciativa legislativa popular, que el Parlamento de Cataluña modificara la ley del deporte de forma que acercara las federaciones catalanas al reconocimiento internacional definitivo.
La campaña acabó con más de medio millón de firmas, y la ley se cambió. La Plataforma adoptó un perfil bajo posteriormente.
Sin embargo, tras constatar que no se habían hecho avances significativos respecto al reconocimiento internacional de las selecciones —según la propia Plataforma por "inoperancia de los políticos catalanes"— en 2005 la Plataforma decidió reactivarse. Su actual presidente es Xavier Vinyals.